# Hildebrando (herói)
Hildebrando (Hildebrand em alto alemão médio, Hildibrandr  em língua nórdica antiga) é um herói lendário da Idade Média germânica. Hildebrando aparece como personagem em várias obras literárias medievais, sendo retratado como educador e posteriormente cavaleiro do rei Teodorico de Verona (Dietrich von Bern).
A mais antiga referência conhecida ao personagem é a Canção de Hildebrando, um poema épico alemão do século IX que retrata a volta de Hildebrando à sua terra natal após 30 anos de exílio. Ao chegar, Hildebrando encontra o exército de seu filho, Hadubrand, que pensa que seu pai está morto. Pai e filho se enfrentam no meio da batalha, mas o desenlace não está preservado no manuscrito. Obras posteriores sugerem que Hildebrando é obrigado a matar o filho.
A vida do herói é retratada em forma mais completa na Saga de Thidrek (Thidrek = Dietrich, Teodorico), uma saga nórdica que conta como Hildebrando, filho do conde de Venedi (Veneza?) chega a Verona à corte do rei Dietmar. Hildebrando é nomeado tutor do jovem herdeiro Teodorico (Teodorico de Verona, identificado com o rei dos ostrogodos Teodorico, o Grande). Hildebrando acompanha Teodorico em todas as suas aventuras como companheiro de armas.
Hildebrando também aparece no épico alemão Canção dos Nibelungos (Nibelungslied) junto a Teodorico na corte de Átila. No final da obra é Hildebrando quem, num ataque de ira, mata Cremilda (Kriemhild), a principal personagem do poema.